# فرانسیسکو لوپز
فرانسیسکو لوپز (به اسپانیایی: Francisco López) بازیکن فوتبال اهل اسپانیا است که از سال ۱۹۸۲ تا ۱۹۸۶ میلادی عضو تیم ملی فوتبال اسپانیا بوده و در ۲۰ بازی ملی حضور داشته‌است. او در بازی‌های ملی‌اش ۱ گل به ثمر رساند.